# Canton de Largentière
Le canton de Largentière est une ancienne division administrative française située dans le département de l'Ardèche et la région Rhône-Alpes.

## Géographie
Ce canton était organisé autour de Largentière dans l'arrondissement de Largentière. Son altitude variait de 100 mètres à Chauzon à 1 207 mètres sur les hauteurs du Tanargue, au sein de la localité de Joannas, pour une altitude cantonale moyenne de 349 mètres.

## Représentation

### Conseillers généraux de 1833 à 2015
| Période                                  | Période               | Identité                                                                       | Étiquette               | Qualité                                                                                             |
| ---------------------------------------- | --------------------- | ------------------------------------------------------------------------------ | ----------------------- | --------------------------------------------------------------------------------------------------- |
| 1833                                     | 1836                  | Félix Rouvière                                                                 |                         | Notaire à Largentière                                                                               |
| 1836                                     | 1841 (décès)          | Jean-Louis Fontaine de Logères (1771-1841)                                     |                         | Maire de Joannas                                                                                    |
| 1841                                     | 1844                  | Jean François Scipion Deschanel                                                |                         | Avocat à Largentière                                                                                |
| 1844                                     | 1852                  | Honoré Blachère                                                                |                         | Avocat à Largentière, conseiller d'arrondissement                                                   |
| 1852                                     | 1870 (décès)          | Comte Charles de Fages de Latour de Rochemure (1818-1870)                      | Majorité dynastique     | Propriétaire - Maire de Largentière Député (1852-1870)                                              |
| 1870                                     | 1880                  | Henri Bernard Ernest Blachère                                                  | Droite                  | Rentier - Maire de Largentière Député (1876-1885 et 1889-1893)                                      |
| 1880                                     | 1886                  | Camille Vielfaure                                                              | Gauche républicaine     | Avocat Maire de Largentière Député (1881-1885 et 1886-1889)                                         |
| 1886                                     | 1892                  | Casimir Dousson (1843-1894)                                                    | Gauche                  | Notaire, propriétaire rentier à Mallet, Largentière                                                 |
| 1892                                     | 1898                  | Fernand de Fages de Latour Vicomte de Rochemure (fils de Charles de Rochemure) | Républicain indépendant | Propriétaire rentier au château de La Prade, Chassiers                                              |
| 1898                                     | novembre 1915 (décès) | Charles Tourvielhe                                                             | Républicain             | Docteur en médecine                                                                                 |
| 1915                                     | 1919                  | siège vacant                                                                   |                         | |
| 1919                                     | 1922                  | Fernand Gratieux                                                               | Républicain             | Industriel à Billancourt (manufacture de caoutchouc), propriétaire à Paris                          |
| 1922                                     | 1928                  | Joseph Fabre                                                                   | URD                     | Propriétaire, maire de Chassiers                                                                    |
| 1928                                     | 1934                  | Édouard Froment                                                                | SFIO                    | Directeur de banque Maire de Largentière Député (1932-1940)                                         |
| 1934                                     | 1940                  | Félicien Blanc                                                                 | SFIO                    | Négociant, Maire de Rocher puis de Largentière, conseiller d'arrondissement                         |
|                                          |                       |                                                                                |                         | |
| 1942                                     | 1945                  | Louis Cellier                                                                  |                         | Moulinier Président de la délégation spéciale de Largentière Nommé conseiller départemental en 1942 |
|                                          |                       |                                                                                |                         | |
| 1945                                     | 1951                  | Félicien Blanc                                                                 | SFIO                    | Négociant - Maire de Largentière depuis 1935, ancien conseiller d'arrondissement                    |
| 1951                                     | 1988                  | André Chabanel                                                                 | RI puis UDF             | Instituteur Maire de Laurac-en-Vivarais (1947-1971) Président du Conseil Général en 1982            |
| 1988                                     | 2001                  | André Monteil                                                                  | UDF                     | Agent d'assurances Maire de Largentière (1977-1995)                                                 |
| 2001                                     | 2015                  | Jean-Roger Durand                                                              | UDF puis UDI (NC)       | Directeur d'hôpital (en disponibilité) Maire de Largentière depuis 2001                             |
| Les données manquantes sont à compléter. |                       |                                                                                |                         | |

### Conseillers d'arrondissement (de 1833 à 1940)
| Période                                  | Période | Identité                                          | Étiquette                            | Qualité |
| ---------------------------------------- | ------- | ------------------------------------------------- | ------------------------------------ | --- |
| 1833                                     | 1836    | Antoine Barthélemy Dousson                        |                                      | Notaire à Largentière                                                                                       |
| 1836                                     | 1839    | Louis Hoseph Victor Ruelle de Baysand (1777-1871) |                                      | Propriétaire rentier à Laurac-en-Vivarais                                                                   |
| 1839                                     | 1844    | Honoré Blachère (1807-1883)                       |                                      | Avocat à Largentière                                                                                        |
| 1845                                     | 1848    | Joseph Deslèbres (1778-1853)                      |                                      | Notaire, avoué, juge à Largentière                                                                          |
|                                          |         |                                                   |                                      | |
|                                          | 1899    | Casimir Auzas (1848-1899)                         |                                      | Maire d'Uzer                                                                                                |
| 1899                                     | 1913    | Eugène Radal                                      | Républicain ministériel puis Radical | Trésorier de la Caisse d'Épargne à Largentière                                                              |
| 1913                                     | 1919    | Pierre-Victorin Derocles                          | Libéral                              | Propriétaire à Montréal                                                                                     |
| 1919                                     | 1925    | Gabriel Chastagner                                | Radical                              | Banquier à Largentière, Président du Conseil d'arrondissement                                               |
| 1925                                     | 1931    | Albert Pouget                                     | Conservateur                         | Avoué à Largentière                                                                                         |
| 1931                                     | 1934    | Félicien Blanc (1892-1976)                        | SFIO                                 | Négociant, Maire de Rocher (1919-1935)                                                                      |
| 1934                                     | 1940    | Louis Mercier                                     | Radical                              | Secrétaire de mairie                                                                                        |
| 1940                                     |         |                                                   |                                      | Les conseils d'arrondissement ont été suspendus par la loi du 12 octobre 1940 et n'ont jamais été réactivés |
| Les données manquantes sont à compléter. |         |                                                   |                                      | |

## Composition
Le canton de Largentière regroupait quatorze communes. 

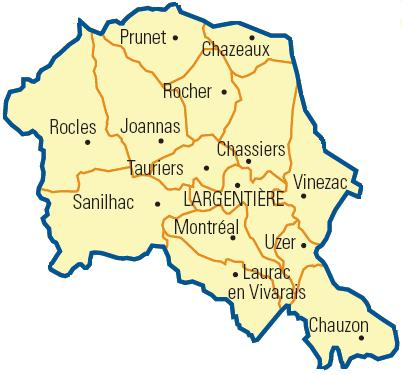
Carte du canton

| Nom                     | Code Insee | Intercommunalité           | Superficie (km2) | Population (dernière pop. légale) | Densité (hab./km2) |
| ----------------------- | ---------- | -------------------------- | ---------------- | --------------------------------- | ------------------ |
| Largentière (chef-lieu) | 07132      | CC Val de Ligne            | 7,22             | 1 734 (2014)                      | 240                |
| Chassiers               | 07058      | CC Val de Ligne            | 12,26            | 1 010 (2014)                      | 82                 |
| Chauzon                 | 07061      | CC des Gorges de l'Ardèche | 10,68            | 369 (2014)                        | 35                 |
| Chazeaux                | 07062      | CC Val de Ligne            | 4,62             | 116 (2014)                        | 25                 |
| Joannas                 | 07109      | CC Val de Ligne            | 11,93            | 314 (2014)                        | 26                 |
| Laurac-en-Vivarais      | 07134      | CC Val de Ligne            | 8,97             | 982 (2014)                        | 109                |
| Montréal                | 07162      | CC Val de Ligne            | 6,15             | 574 (2014)                        | 93                 |
| Prunet                  | 07187      | CC Val de Ligne            | 8,81             | 132 (2014)                        | 15                 |
| Rocher                  | 07193      | CC Val de Ligne            | 3,09             | 280 (2014)                        | 91                 |
| Rocles                  | 07196      | CC du Pays Beaume-Drobie   | 16,51            | 244 (2014)                        | 15                 |
| Sanilhac                | 07307      | CC Val de Ligne            | 20,95            | 452 (2014)                        | 22                 |
| Tauriers                | 07318      | CC Val de Ligne            | 4,51             | 184 (2014)                        | 41                 |
| Uzer                    | 07327      | CC Val de Ligne            | 3,51             | 437 (2014)                        | 125                |
| Vinezac                 | 07343      | CC du Bassin d'Aubenas     | 10,91            | 1 353 (2014)                      | 124                |

## Démographie
| 1962  | 1968  | 1975  | 1982  | 1990  | 1999  | 2006  | 2011  | 2012  |
| ----- | ----- | ----- | ----- | ----- | ----- | ----- | ----- | ----- |
| 5 900 | 7 089 | 6 643 | 6 895 | 6 887 | 7 092 | 7 573 | 8 027 | 8 073 |